# Strace
strace é um utilitário de diagnóstico, depuração e de instrução do espaço de usuário para Linux. Ele é usado para monitorar e interferir com interações entre processos e o núcleo do Linux, que incluem chamadas do sistema, entregas de sinais e mudanças no estado do processo. A operação do strace é possibilitada pelo recurso do núcleo conhecido como ptrace.
Alguns sistemas do tipo Unix fornecem outras ferramentas de diagnóstico semelhantes à strace, como truss.

## Uso e características
O uso mais comum é iniciar um programa usando strace, que imprime uma lista de chamadas do sistema feitas pelo programa. Isso é útil se o programa falhar continuamente ou não se comportar como esperado. Por exemplo, usando o strace pode revelar que o programa está tentando acessar um arquivo que não existe ou não pode ser lido.
Uma aplicação alternativa é usar o sinalizador -p para anexar a um processo em execução. Isso é útil se um processo parou de responder e pode revelar, por exemplo, que o processo está bloqueando ao tentar estabelecer uma conexão de rede.
Entre outros recursos, o strace permite o seguinte:
- Especificar um filtro de nomes syscall que devem ser rastreados (via a opção -e trace =): por nome, como clone, fork, vfork; usando um dos grupos predefinidos, como %ipc ou %file; ou (desde o strace 4.17) usando a sintaxe de expressão regular, como clock_*.
- Especificar uma lista de caminhos a serem rastreados (-P /etc/ld.so.cache, por exemplo).
- Especificar uma lista de descritores de arquivos cuja E/S deve ser despejada (opções -e read= e -e write=).
- Contar o tempo de execução e a contagem do syscall (opções -T, -c, -C e -w).
- Imprimir marcas de tempo (data) relativas ou absolutas (opções -t e -r).
- Modificar o código de retorno e de erro dos syscalls especificados e injetar sinais em sua execução (desde o strace 4.15, a opção -e injection=).
- Extrair informações sobre descritores de arquivos (incluindo sockets, opção -y).
- Imprimir rastreamentos de pilha, incluindo (desde o strace 4.21) símbolo de desmanche (opção -k).

O strace suporta a decodificação de argumentos de algumas classes de comandos ioctl, como BTRFS_*, V4L2_*, DM_*, NSFS_*, MEM*, EVIO*, KVM_* e vários outros.
Como o strace apenas detalha as chamadas do sistema, ele não pode ser usado para detectar tantos problemas quanto um depurador de código como o GNU Debugger (gdb). Ele é, no entanto, mais fácil de usar do que um depurador de código e é uma ferramenta extremamente útil para administradores de sistema. Ele também é usado por pesquisadores para gerar rastreamentos de chamadas do sistema para posterior replay de chamada do sistema.

## Exemplos
Este é um exemplo de saída típica do comando strace:
```
open
(
"."
,
 
O_RDONLY
|
O_NONBLOCK
|
O_LARGEFILE
|
O_DIRECTORY
|
O_CLOEXEC
)
 
=
 
3

fstat64
(
3
,
 
{
st_mode
=
S_IFDIR
|
0755
,
 
st_size
=
4096
,
 
...})
 
=
 
0

fcntl64
(
3
,
 
F_GETFD
)
                     
=
 
0x1
 
(
flags
 
FD_CLOEXEC
)

getdents64
(
3
,
 
/* 18 entries */
,
 
4096
)
   
=
 
496

getdents64
(
3
,
 
/* 0 entries */
,
 
4096
)
    
=
 
0

close
(
3
)
                                
=
 
0

fstat64
(
1
,
 
{
st_mode
=
S_IFIFO
|
0600
,
 
st_size
=
0
,
 
...})
 
=
 
0

mmap2
(
NULL
,
 
4096
,
 
PROT_READ
|
PROT_WRITE
,
 
MAP_PRIVATE
|
MAP_ANONYMOUS
,
 
-1
,
 
0
)
 
=
 
0xb7f2c000

write
(
1
,
 
"autofs
\n
backups
\n
cache
\n
flexlm
\n
games"
...,
 
86
autofsA

```

O fragmento acima é apenas uma pequena parte da saída do strace quando executado no comando 'ls'. Ele mostra que o diretório de trabalho atual é aberto, inspecionado e seu conteúdo é recuperado. A lista resultante de nomes de arquivos é gravada na saída padrão.